# 大田乗明
大田 乗明（おおた じょうみょう、1222年（貞応元年） - 1283年（弘安6年））は、鎌倉時代の武士。通称、五郎左衛門尉、金吾。中山法華経寺2世の日高の父。

## 人物
富木常忍（後の日常）や曾谷教信等と並び、日蓮宗の開祖・日蓮の下総国（現在の千葉県）での有力な支持者のひとりだった。法華経寺には、日蓮が書いた多数の乗明宛ての手紙が残ることから親交の深さが伺われる。
命日については、旧暦の4月26日、9月26日の両説がある。

## 法華経寺との関わり
自身の館内の持仏堂を改め本妙寺とし、日常の法華寺と合併して法華経寺となった。

## 参考資料
- 宮崎英修『日蓮辞典』東京堂出版、1978年
- 日蓮宗事典刊行委員会『日蓮宗事典』日蓮宗宗務院、1981年
- 中山法華経寺誌編纂委員会『中山法華経寺誌』同朋舎出版、1981年
- 日蓮宗寺院大鑑編集委員会『宗祖第七百遠忌記念出版 日蓮宗寺院大鑑』大本山池上本門寺、1981年